# Muppets Haunted Mansion
Muppets Haunted Mansion (bra: Muppets Haunted Mansion: A Festa Aterrorizante) é um telefilme americano de 2021 do gênero comédia e fantoches, baseado na franquia Muppets de Jim Henson, e na atração do trem fantasma The Haunted Mansion de Walt Disney. Foi lançado em 8 de outubro de 2021, no Disney+. É o primeiro especial de Halloween dos Muppets. O enredo é estrelado por Gonzo e Pepe enquanto eles enfrentam o desafio de permanecer na Mansão Assombrada por uma noite.
Esta foi uma das últimas obras de Ed Asner antes de sua morte e, como tal, foi dedicada à sua memória.

## Enredo
Em vez de comparecer à festa anual de Halloween dos Muppets, Gonzo e Pepe estão a caminho de um evento de desafio de medo na mesma mansão mal-assombrada onde o mágico favorito de Gonzo, o Grande MacGuffin, desapareceu há cem anos. Ao serem deixados pelo motorista do carro fúnebre (Yvette Nicole Brown), Gonzo e Pepe encontram o Zelador (Darren Criss), junto com vários fantasmas e bustos cantores.
Seu "Ghost Host" (Will Arnett) diz a Gonzo que ele foi convocado para a mansão para ver se ele consegue sobreviver uma noite. Se não puder, ele e Pepe ficarão presos lá para sempre.  Enquanto Gonzo afirma que não teme nada, Pepe se assusta facilmente com tudo o que vê na mansão. Depois de conhecer Madame Pigota (Miss Piggy), Gonzo e Pepe se deparam com uma sala cheia de vários fantasmas que lembram seus amigos Muppets. O Host logo aparece e informa a Gonzo que, para sobreviver à mansão, ele deve enfrentar seus medos na sala 999.
Quando Gonzo é levado para a sala, Pepe conhece e fica fascinado pelo fantasma de Constance Hatchaway (Taraji P. Henson), que planeja se casar e matá-lo quando ele encontra os fantasmas de seus maridos anteriores. Gonzo está preso na Sala 999 (com o número da sala virando de cabeça para baixo para ler "666") e enfrenta seu maior medo: que ninguém gostará dele se ele não fizer acrobacias perigosas. Gonzo começa a envelhecer enquanto seu reflexo o provoca. Relembrando uma conversa com Kermit que ele teve antes, Gonzo percebe que ele pode ser ótimo apenas sendo Gonzo e o quarto envelhece e o libera.
O Anfitrião parabeniza Gonzo por enfrentar seus medos e diz a ele que ele está livre para ir desde que ele consiga sair ao amanhecer. Depois de perceber que Pepe está em apuros, Gonzo se recusa a ir embora sem ele. Com a ajuda dos candelabros da Anfitriã, Gonzo consegue encontrar Pepe e impedir o casamento. O par pula para fora da janela e consegue sair da mansão assim que o sol nasce.
O Anfitrião os encontra no portão, revelando ser o Grande MacGuffin, que fica impressionado por Gonzo estar disposto a fazer o que ele não pode;  enfrentar seus medos. O motorista do carro fúnebre os pega e Kermit liga pedindo para encontrar o par para o café da manhã de Halloween. Kermit comenta que Gonzo e Pepe deveriam trazer seus amigos junto, Gonzo e Pepe viram os Fantasmas dando carona atrás deles, levando-os a gritar.

## Elenco
- Will Arnett como Ghost Host / O Grande MacGuffin
- Yvette Nicole Brown como o Motorista do Carro Funerário
- Darren Criss como Zelador
- Taraji P. Henson as Constance Hatchaway
- Kim Irvine como Empregada
- Quinn McPherson como Noite de Corredor
- John Stamos como ele mesmo

### Fantasmas
- Ed Asner como Claude
- Jeannie Mai como Maude
- Chrissy Metz como Harriet
- Alfonso Ribeiro como Fred
- Danny Trejo como Huet
- Sasheer Zamata como Mary

### Elenco dos Muppets
- Dave Goelz como:
  - O Grande Gonzo
  - Dr. Bunsen Honeydew como Busto Olhando
  - Waldorf como o Feliz Assombro
  - Beauregard como um dos maridos de Constance Hatchaway
  - Chip como Pickwick, o Fantasma do Candelabro
  - Randy Pig como Feliz Assombro
  - Zoot como um membro da banda fantasma de Madame Pigota
- Bill Barretta como:
  - Pepe, o Camarão Rei
  - Rowlf, o Cão
  - Dr. Dentuço como um membro da banda fantasma de Madame Pigota
  - Johnny Fiama como um dos maridos da Constance Hatchaway
  - Howard Tubman como Assombro Feliz
  - Bobo como Assombro Feliz
  - Big Mean Carl como Assombro Feliz
  - Chef Sueco como Assombro Feliz
  - Andy Pig como Assombro Feliz
  - Bubba, o Rato como Assombro Feliz
  - Beautiful Day Monster como ele mesmo e como Assombro Feliz
  - Clean Gene the Behemoth como ele mesmo e como Assombro Feliz
- Eric Jacobson como:
  - Miss Piggy como ela mesma e Madame Pigota
  - Urso Fozzie como ele mesmo e Gauzey, o Urso Hatbox
  - Sam Eagle como um duelista
  - Animal como um membro da banda fantasma de Madame Pigota
- Matt Vogel como:
  - Kermit, o Sapo como ele mesmo e um fantasma
  - Floyd Pepper como um membro da banda fantasma de Madame Pigota
  - Pops como um duelista
  - Crazy Harry como Assombro Feliz
  - Lew Zealand como Assombro Feliz
- Uncle Deadly como Juiz de Paz
  - Sweetums como Servo Fantasma
- Peter Linz como:
  - Walter como um dos maridos da Constance Hatchaway
  - Robin, o Sapo, como o fantasma do aniversário
  - Statler como um feliz assombro
  - Joe no Jurídico como Assombro Feliz
  - Fantasma
- David Rudman como:
  - Scooter como ele mesmo e como Assombro Feliz
  - Janice como membro da banda Madame Pigota
  - Wayne como Assombro Feliz
  - Beaker como um Busto olhando

- Brian Henson como:
  - Sal Minella

- Julianne Buescher como:
  - Yolanda Rat como Assombro Feliz
  - Beverly Plume como Assombro Feliz
  - Wanda como Assombro Feliz
  - Bode Gritando

- Alice Dinnean como:
  - Miss Cartier como Assombro Feliz
  - Mamãe
  - Cão do Zelador

- Bruce Lanoil como:
  - Duddy
  - Rato de Salão de Baile

- Nicolette Santino como:
  - Os Tomates para Festa
- Alex Villa como:
  - Abóbora

## Produção
As primeiras tentativas de produzir um especial de Halloween centrado nos Muppets datam do início dos anos 1990. Após a morte de Jim Henson, seu filho Brian Henson planejou continuar a presença da franquia na televisão, lançando uma série de especiais de férias, com o primeiro provisoriamente centrado em torno do Halloween. No entanto, o projeto acabou sendo cancelado, e a série de televisão Muppets Tonight (1996–1998) foi lançada em seu lugar. Em 2009, foi anunciado durante um evento especial no Walt Disney World, que a The Walt Disney Company, que adquiriu os Muppets em 2004, estava desenvolvendo um especial de Halloween baseado na franquia. A data de lançamento de 2010 foi anunciada posteriormente. No entanto, o especial foi adiado para The Muppets Studio se concentrasse inteiramente no filme de 2011, e acabou sendo cancelado.
Em maio de 2021, um especial de Halloween dos Muppets baseado na atração do parque temático da Disney, The Haunted Mansion, intitulado para Muppets Haunted Mansion, foi anunciado para estar em desenvolvimento. Em agosto de 2021, o diretor dos Muppets de longa data, Kirk Thatcher, revelou que escreveu e dirigiu o especial e compartilhou uma imagem teaser dele.
Mais tarde naquele mês, Geoff Keighley e Darren Criss foram revelados como parte do elenco como Uncle Theodore e The Caretaker, respectivamente, enquanto Kelly Younger foi revelada como co-roteirista O resto do elenco foi anunciado em setembro seguinte.
Ed Mitchell e Steve Morrell escreveram a música para o especial, incluindo três novas canções, intituladas "Rest In Peace", "Life Hereafter" e "Tie The Knot Tango",  bem como um cover de King  "Dancing in the Moonlight" do Harvest, e a canção marca registrada "Grim Grinning Ghosts".